# Liotyphlops ternetzii
Liotyphlops ternetzii — вид змій родини американських сліпунів (Anomalepididae). Мешкає в Південній Америці. Вид названий на честь швейцарського іхтіолога Карла Тернеца.

## Поширення й екологія
Liotyphlops ternetzii поширені в Бразилії, Парагваї, Уругваї та Північній Аргентині. Вони живуть у саванах серрадо і чако, в пампі, на луках і в галерейних лісах. Ведуть риючий спосіб життя, живляться мурахами й термітами. Відкладають яйця, у кладці від 2 до 7 яєць.